# Топинка, Станислав Олегович
Станислав Олегович Топинка (род. 18 января 2006, Благовещенск) — российский футболист, полузащитник «Сочи», выступающий на правах аренды за «Чайку» .

## Клубная карьера
Футболом начал заниматься в «СКА-Хабаровск», откуда затем перешёл в академию «Чертаново». В начале 2023 года стал игроком московского «Локомотива». В 2023 году вместе с командой стал победителем молодёжной футбольной лиги. С 2025 года стал привлекаться к тренировкам с основным составом. 24 мая 2025 года в матче последнего тура против «Акрона» дебютировал за основной состав «Локомотива» в чемпионате России, заменив в компенсированное ко второму тайму время Артёма Карпукаса.

## Карьера в сборной
Выступал за юношескую сборную России до 17 лет. В 2024 году дебютировал за сборную России до 19 лет.

## Личная жизнь
Отец, Олег Топинка, в прошлом также футболист, выступал за ряд клубов в первом и втором дивизионах России, в том числе за «СКА-Хабаровск», благовещенский «Амур» и «Сахалин». После завершения карьеры работал администратором команды в «Чертаново».

## Достижения
Локомотив (Москва)
- Победитель молодёжной футбольной лиги: 2023

## Клубная статистика
| Выступление        | Выступление      | Выступление      | Лига | Лига | Кубки | Кубки | Конт. кубки | Конт. кубки | Итого | Итого |
| Клуб               | Лига             | Сезон            | Игры | Голы | Игры  | Голы  | Игры        | Голы        | Игры  | Голы  |
| ------------------ | ---------------- | ---------------- | ---- | ---- | ----- | ----- | ----------- | ----------- | ----- | ----- |
| Локомотив (Москва) | РПЛ              | 2024/25          | 1    | 0    | 0     | 0     | 0           | 0           | 1     | 0     |
| Локомотив (Москва) | Итого            | Итого            | 1    | 0    | 0     | 0     | 0           | 0           | 1     | 0     |
| Всего за карьеру   | Всего за карьеру | Всего за карьеру | 1    | 0    | 0     | 0     | 0           | 0           | 1     | 0     |